# Kolce
Kolce (niem. Dörnhau) – wieś w Polsce położona w województwie dolnośląskim, w powiecie wałbrzyskim, w gminie Głuszyca, na pograniczu Gór Sowich i Gór Suchych w Sudetach Środkowych.

## Położenie
Kolce to wieś o długości około 1,2 km, leżąca nad górnym biegiem Bystrzycą, na wysokości około 490–510 m n.p.m.

## Podział administracyjny
W latach 1975–1998 miejscowość administracyjnie należała do województwa wałbrzyskiego.

## Demografia
Według Narodowego Spisu Powszechnego (III 2011 r.) liczyły 194 mieszkańców. Są najmniejszą miejscowością gminy Głuszyca.

## Historia
Kolce powstały najprawdopodobniej w drugiej połowie XVII wieku, pierwsza wzmianka o miejscowości pochodzi z 1764 roku. W 1787 roku wieś była dużym ośrodkiem tkactwa chałupniczego, istniało tam wtedy dziesięć bielników i młyn wodny. W 1825 roku w Kolcach istniało wolne sołectwo, było tam wtedy: 46 domów, 16 warsztatów lniarskich, szkoła ewangelicka i młyn wodny. W 1864 roku w miejscowości były 64 domy, a po upadku tkactwa chałupniczego mieszkańcy znaleźli zatrudnienie w rozwijającym się przemyśle bawełnianym w Głuszycy. Podczas II wojny światowej naziści utworzyli w Kolcach i okolicy obozy pracy, filie Gross Rosen. Po 1945 roku wieś utrzymała swój rolniczy charakter. W 1988 roku było tu 17 gospodarstw rolnych, a mieszkały 223 osoby.

## Cmentarz Ofiar Faszyzmu

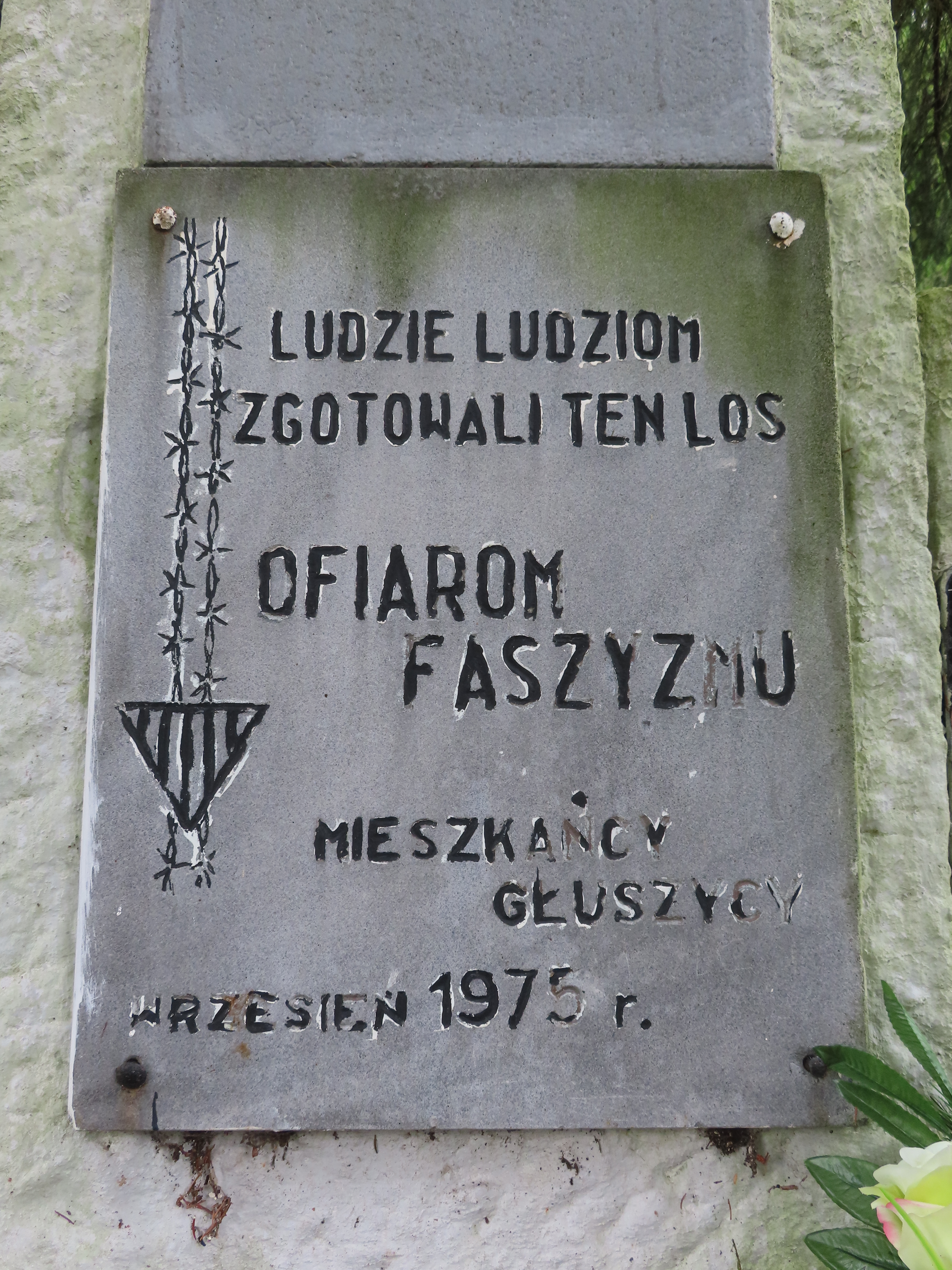
Cmentarz Ofiar Faszyzmu

Na zboczach Światowida znajduje się Cmentarz Ofiar Faszyzmu, gdzie w 25 zbiorowych mogiłach pochowano 2000 jeńców, którzy byli zatrudnieni w czasie wojny przy budowie systemu podziemnych sztolni pod kryptonimem Riese w pobliskiej Osówce oraz przy budowie dróg, linii kolejowych oraz w kamieniołomach. W centralnym punkcie cmentarza znajduje się obelisk z tablicą, na której znajduje się napis: „Ludzie ludziom zgotowali ten los - ofiarom faszyzmu mieszkańcy Głuszycy, 1 września 1978”. Słowa te wykute są także w języku hebrajskim, ponieważ na cmentarzu spoczywają również szczątki Żydów.

## Szlaki turystyczne
Przez Kolce prowadzi  Szlak Martyrologii, prowadzący z Jugowic do Głuszycy.